# Ronde van Italië 2019/Vijfde etappe
De vijfde etappe van de Ronde van Italië 2019 was een rit over 140 kilometer tussen Frascati en Terracina. De etappe kende een aantal serieuze, oncategoriseerde beklimmingen. Het was echter na de laatste klim nog veertig kilometer naar de finish. Er was daarmee voldoende ruimte voor de sprinters om op tijd terug te keren in de finale. Al vroeg in de etappe stapte favoriet voor de eindzege Tom Dumoulin af vanwege een valpartij in de vierde etappe. De regenval tijdens de etappe liet de organisatie besluit de laatste tien kilometer (een lokale ronde in Terracina) te neutraliseren. 
| Frascati – Terracina (140,0 km) |                  |                             |          |
| Plaats                          | Naam             | Ploeg                       | Tijd     |
| 1                               | Pascal Ackermann | BORA-hansgrohe              | 3u27'05" |
| 2                               | Fernando Gaviria | UAE Team Emirates           | z.t.     |
| 3                               | Arnaud Démare    | Groupama-FDJ                | z.t.     |
| 4                               | Caleb Ewan       | Lotto Soudal                | z.t.     |
| 5                               | Matteo Moschetti | Trek-Segafredo              | z.t.     |
| 6                               | Ryan Gibbons     | Team Dimension Data         | z.t.     |
| 7                               | Paolo Simion     | Bardiani-CSF                | z.t.     |
| 8                               | Jenthe Biermans  | Team Katjoesja Alpecin      | z.t.     |
| 9                               | Giovanni Lonardi | Nippo-Vini Fantini-Faizanè  | z.t.     |
| 10                              | Manuel Belletti  | Androni Giocattoli-Sidermec | z.t.     |
|                                 |                  |                             |          |
| 52                              | Ramon Sinkeldam  | Groupama-FDJ                | z.t.     |

| Algemeen klassement |                    |                       |           |
| Plaats              | Naam               | Ploeg                 | Tijd      |
| Roze trui           | Primož Roglič      | Team Jumbo-Visma      | 19u46'25" |
| 2                   | Simon Yates        | Mitchelton-Scott      | + 35"     |
| 3                   | Vincenzo Nibali    | Bahrain Merida        | + 39"     |
| 4                   | Miguel Ángel López | Astana Pro Team       | + 44"     |
| 5                   | Diego Ulissi       | UAE Team Emirates     | z.t.      |
| 6                   | Rafał Majka        | BORA-hansgrohe        | + 49"     |
| 7                   | Bauke Mollema      | Trek-Segafredo        | + 55"     |
| 8                   | Damiano Caruso     | Bahrain Merida        | + 56"     |
| 9                   | Bob Jungels        | Deceuninck–Quick-Step | + 1'02"   |
| 10                  | Davide Formolo     | BORA-hansgrohe        | + 1'06"   |
|                     |                    |                       |           |
| 39                  | Tosh Van der Sande | Lotto Soudal          | + 3'17"   |

1e etappe ·
2e etappe ·
3e etappe ·
4e etappe ·
5e etappe ·
6e etappe ·
7e etappe ·
8e etappe ·
9e etappe ·
10e etappe ·
11e etappe ·
12e etappe ·
13e etappe ·
14e etappe ·
15e etappe ·
16e etappe ·
17e etappe ·
18e etappe ·
19e etappe ·
20e etappe ·
21e etappe
Startlijst · Eindstanden · Afbeeldingen